# Laure Manaudou
Laure Manaudou (Villeurbanne, 9 de outubro de 1986) é uma ex-nadadora francesa. Foi considerada a mais nova personalidade do desporto francês. Teve apenas dois nomes à frente de Manaudou no ranking promovido pela revista L'Équipe: o futebolista Zinedine Zidane e a tenista Amélie Mauresmo.

## Vida pessoal
Manaudou é figura constante nas páginas dos jornais franceses, tanto por seus resultados esportivos, que a transformam na melhor nadadora da atualidade, quanto por sua vida privada.
Em dezembro de 2007, milhares de sites publicaram fotos da campeã olímpica e mundial em poses eróticas, tiradas durante o relacionamento que Manaudou teve com o nadador italiano Luca Marin, que seria o parceiro que aparece em uma das fotos. Marin negou enfaticamente ser o responsável pelo vazamento das imagens. 
Sua relação com Marin a levou a deixar a França há um ano para se instalar na Itália, e inclusive a romper com seu treinador, Philippe Lucas, que descobriu a nadadora. Após vários meses em um clube de Turim, ela mostrou seu desejo de voltar à França. Logo depois, Manaudou rompeu com Marin e, segundo a imprensa, começou uma relação com o nadador francês Benjamin Stasiulis.
Em dezembro de 2014, foi detida na Disneylândia, em Paris. É acusada de ter cerca de 200 euros de artigos furtados na carteira.